# Hamad al-Azani
Hamad Chalifa Hamid al-Azani, ar. حمد خليفة حامد العزاني (ur. 31 maja 1973 w Al-Ajn, Zjednoczone Emiraty Arabskie) – omański piłkarz, grający na pozycji obrońcy, trener piłkarski.

## Kariera piłkarska

### Kariera klubowa
Wychowanek Al-Nahda, w barwach którego występował od 1990 do 2003.

## Kariera trenerska
Po zakończeniu kariery zawodnika rozpoczął pracę szkoleniowca. Najpierw trenował drużynę juniorów Al-Nahda. Potem pomagał trenować narodową reprezentację Omanu. W 2006 i 2008 pełnił obowiązki głównego trenera reprezentacji Omanu. W latach 2008–2010 trenował Al-Nahda Club. Od 2010 do 2011 prowadził narodową reprezentację Omanu, a potem olimpijską reprezentację Omanu. W 2012 ponownie stał na czele Al-Nahda Club. 25 maja 2014 powrócił do kierowania olimpijskiej reprezentacji Omanu.